# Buissoncourt
Buissoncourt é uma comuna francesa na região administrativa de Grande Leste, no departamento de Meurthe-et-Moselle. Estende-se por uma área de 6,91 km². Em 2010 a comuna tinha 263 habitantes (densidade: 38,1 hab./km²).